# Біоценоз

Схема трофічних зв'язків у водному і наземному біоценозах

Біоцено́з (від біо- та грец. koinós — спільний) — сукупність рослин, тварин і мікроорганізмів, що населяють окрему ділянку суші або водоймища і відзначаються певними взаємозв'язками як між собою, так і з абіотичними чинниками середовища.

## Загальний опис
Термін «біоценоз» ввів німецький біолог К. Мьобіус (1877). Біоценоз — сукупність організмів біогеоценоза, що утворюється внаслідок боротьби за існування, природного відбору та інших чинників еволюції.
За участю в біогенному колообігу речовин в біоценозі розрізняють три групи організмів. 
- 1) Продуценти (виробники) — автотрофні організми, що створюють органічні речовини з неорганічних; основні продуценти у всіх біоценозах — зелені рослини (див. Фотосинтез). Діяльність продуцентів визначає вихідне накопичення органічних речовин в біоценозі (див. Біомаса, Біологічна продуктивність).
- 2) Консументи (споживачі) — гетеротрофні організми, які харчуються завдяки автотрофним організмам. Консументи 1-го порядку — травоїдні тварини, а також паразитичні бактерії, гриби та інші безхлорофільні рослини, що розвиваються завдяки живим рослинам. Консументи 2-го порядку — хижаки і паразити рослиноїдних організмів. Бувають консументи 3-го і 4-го порядків (надпаразити, суперпаразити тощо), але всього в ланцюгах харчування не більше 5 ланок. На кожному наступному трофічному рівні кількість біомаси різко знижується. Діяльність консументів сприяє перетворенням і переміщенням органічних речовин в біоценозі, частковій їх мінералізації, а також розсіюванню енергії, накопиченої продуцентами.
- 3) Редуценти (відновники) — тварини, які харчуються залишками організмів, що розкладаються (сапрофаги), і особливо непаразитуючі гетеротрофні мікроорганізми — сприяють мінералізації органічних речовин, їхньому переходу в стан, коли можливе їх засвоєння продуцентами.

Взаємозв'язки організмів у біоценозі різноманітні. Крім трофічних зв'язків, що визначають ланцюги живлення (іноді дуже своєрідні — див. Паразитизм, Симбіоз), існують зв'язки, засновані на тому, що одні організми стають субстратом для інших (топічні зв'язки), створюють необхідний мікроклімат тощо. Часто можна простежити в біоценозі групи видів, пов'язані з певним видом і цілком залежать від останнього (консорції).
Для біоценозів властивий поділ на дрібніші підлеглі одиниці — мероценози, тобто утворення, що складаються закономірно, які залежать від біоценоза в цілому (наприклад, комплекс мешканців гниючих дубових пнів в діброві). Якщо енергетичним джерелом в біоценозі служать не автотрофи, а тварини (наприклад, кажани в біоценозі печер), то такі біоценози залежать від припливу енергії із зовні і є неповноцінними, представляючи в сутності мероценози.
В біоценозі можна вирізнити й інші підлеглі угруповання організмів, наприклад синузії. Для біоценозів також притаманний поділ на угруповання організмів по вертикалі (яруси біоценоза). У річному циклі в біоценозі змінюються чисельність, стадії розвитку та активність окремих видів, створюються закономірні сезонні аспекти біоценоза.
Біоценоз — єдність, що діалектично розвивається, змінюється в підсумку діяльності компонентів, які входять до його складу, внаслідок чого відбуваються закономірні зміни і зміна біоценозу (сукцесії), які можуть приводити до відновлення різко порушених біоценозів (наприклад, ліси після пожежі тощо).
Розрізняють насичені і ненасичені біоценози. У насиченому біоценозі всі екологічні ніші (див. Ніша екологічна) зайняті і вселення нового виду, неможливе без знищення або подальшого витіснення будь-якої складової біоценозу. Ненасичені біоценози вирізняються можливістю вселення в них нових видів без знищення інших учасників.
Можна розрізняти первинні біоценози, утворені без впливу людини (цілинний степ, незайманий ліс), і вторинні, змінені діяльністю людини (ліси, які виросли на місці зведених, заселення водосховищ). Особливим різновидом є агробіоценози, де набори основних складових біоценозу, свідомо регулюються людиною. Між первинними біоценозами і агробіоценозами, є весь розбіг переходів.
Вивчення біоценозів важливе для раціонального освоєння земель і водних просторів, через те що тільки правильне розуміння регулятивних процесів в біоценозах, дозволяє людині вилучати частину продукції біоценозу без його порушення і знищення.
Найважливішими кількісними показниками біоценозів, є біорізноманіття (сукупна кількість видів в біоценозі) та біомаса (сукупна маса всіх живих організмів цього біоценозу).
Біорізноманіття визначає насамперед сталість біоценозу та його витривалість за несприятливого впливу. Водночас найвразливішими є біоценози, де кількість видів найменша (наприклад, арктичні).
Біомаса показує загальну продуктивність (біопродуктивність) біоценозу. Біоценозом із найбільшим відомим значенням біомаси на одиницю площі, є кораловий риф. Найменша біомаса, притаманна біоценозам в місцевостях із суворими природними умовами (арктичні, антарктичні суходільні, високогірні).

## Просторова структура
Просторову структуру біоценозу може характеризувати вертикальна ярусність.
Вертикальна ярусність у рослин визначається тим, як високо над землею та чи інша рослина виносить свої фотосинтезувальні частини (тіньолюбна рослина чи світлолюбна):
- Деревний ярус
- Чагарниковий ярус
- Чагарниково-трав'яний ярус
- Мохово-лишайниковий ярус

Вертикальну ярусність у тварин можна розглянути на прикладі комах (можлива так само ярусність птахів, наприклад, один і той самий вид птахів може проживати на різних ярусах однієї рослини):
- Геобії (мешканці ґрунтів)
- Герпетобії (мешканці поверхневого шару)
- Бріобії (мешканці мохів)
- Філлобії (мешканці травостою)
- Аеробії (мешканці вищих ярусів)

Горизонтальна структурованість спільноти (мозаїчність, неоднорідність) може визначатися низкою декількох факторів:
- Абіогенна мозаїчність (визначається факторами неживої природи: органічні речовини, неорганічні речовини, кліматичні фактори)
- Фітогенні фактори (рослинними організмами, зокрема — едіфікаторамии — лишайники)
- Еолові-фітогенні чинники (мозаїчність викликана як абіотичними факторами так і фітогенними)
- Біогенні чинники (мозаїчність викликана насамперед риючими тваринами)

## Екологічна структура
Характеризується співвідношенням видів, які мають різні адаптації до факторів середовища, типи живлення, розміри, зовнішній вигляд. Екологічна структура — це співвідношення видів, що займають певні екологічні ніші.

## Види біоценозів
1) Природні (річка, озеро, луг і т. д.)
2) Штучні (ставок, сад.)

## Склад
- Зооценоз
- Фітоценоз